# Homos (football)
Mohamed Suleiman Hamza (arabe : محمد حمص) est un footballeur égyptien né le 1er janvier 1979. Son pseudonyme Homos vient du préparation culinaire orientale : Houmous.

## Biographie
Mohamed Homos fait toute sa carrière professionnelle dans le club de l'Ismaily SC. Il est régulièrement appelé en sélection nationale égyptienne.
En 2009 il est sélectionné pour participer à la Coupe des confédérations avec son pays, il marque un but qui donne la victoire aux siens contre l'Italie (1-0). Il est même Homme du match lors de cette rencontre.

## Palmarès
- 1997 et 2000 : Vainqueur de la Coupe d'Égypte avec Ismaily SC.
- 1999 et 2003 : Finaliste de la Coupe d'Égypte avec Ismaily SC.
- 2000 : Finaliste de la Coupe de la CAF avec Ismaily SC.
- 2002 : Champion d'Égypte avec Ismaily SC.
- 2003 : Finaliste de la Ligue des champions de la CAF avec Ismaily SC.
- 2004 : Finaliste de la Ligue des champions arabes avec Ismaily SC.
- 2008 et 2009 : Vice-Champion d'Égypte avec Ismaily SC.

## But international
|    | Date         | Lieu                                             | Adversaire | Résultat | Compétition                   |
| -- | ------------ | ------------------------------------------------ | ---------- | -------- | ----------------------------- |
| 1. | 18 juin 2009 | Ellis Park Stadium, Johannesburg, Afrique du Sud | Italie     | 1-0      | Coupe des confédérations 2009 |

## Carrière
| Saison    | Club       | Pays         | Championnat        | Coupes nationales | Coupe d'Afrique | Sélection Égypte |
| --------- | ---------- | ------------ | ------------------ | ----------------- | --------------- | ---------------- |
| 1999-2000 | Ismaily SC | 1re division | ?                  | ?                 | ?               | 3 matchs         |
| 2000-2001 | Ismaily SC | 1re division | ?                  | ?                 | ?               | 4 matchs         |
| 2001-2002 | Ismaily SC | 1re division | ?                  | ?                 | ?               | -                |
| 2002-2003 | Ismaily SC | 1re division | ?                  | ?                 | ?               | -                |
| 2003-2004 | Ismaily SC | 1re division | ?                  | ?                 | ?               | 4 matchs         |
| 2004-2005 | Ismaily SC | 1re division | ?                  | ?                 | ?               | -                |
| 2005-2006 | Ismaily SC | 1re division | ?                  | ?                 | ?               | -                |
| 2006-2007 | Ismaily SC | 1re division | 26 matchs / 8 buts | ?                 | ?               | -                |
| 2007-2008 | Ismaily SC | 1re division | 8 matchs / 1 but   | ?                 | ?               | 1 match          |
| 2008-2009 | Ismaily SC | 1re division | 25 matchs / 5 buts | 1 match           | ?               | 5 matchs / 1 but |
| 2009-2010 | Ismaily SC | 1re division | 9 matchs / 2 buts  | -                 | ?               | 3 matchs         |

Dernière mise à jour le 10 décembre 2009